# Wolność (organizacja konspiracyjna)
Wolność (również: Za wolność, O wolność) – polska wojskowa organizacja konspiracyjna, działająca na obszarze powiatów chojnickiego i kościerskiego.
Dokładnie informacje o tej organizacji są przedmiotem sporów u historyków. Krzysztof Komorowski w wydanej w 1993 roku Konspiracji pomorskiej 1939–1947 podaje, że organizacja została utworzona pod koniec 1939 roku w okolicach Chojnic przez por. rez. WP Józefa Gierszewskiego. Miała liczyć co najmniej kilkudziesięciu członków. Organizacja miała zostać rozwiązana w lipcu 1941 roku, po połączeniu „Wolności” z Tajną Organizacją Wojskową „Gryf Kaszubski” w Tajną Organizację Wojskową „Gryf Pomorski”. Według Krzysztofa Steyera Gierszewski powołał „Wolność” dopiero 16 marca 1943 roku, gdy pełnił funkcję komendanta naczelnego „Gryfa Pomorskiego”. Organizacja miała powstać w szczytowym momencie sporu pomiędzy nim a Józefem Dambkiem, będącym faktycznym przywódcą „Gryfa Pomorskiego”. Zdaniem Steyera o późniejszym momencie powstania organizacji mają świadczyć meldunki placówek Abwehry w Gdańsku z 7 lutego 1941 roku i 9 grudnia 1942 roku oraz akta personalne więźniów Franciszka Jerki i Adama Przybyły znajdujące się w zbiorach Archiwum Muzeum Stutthof w Sztutowie. Andrzej Gąsiorowski zaś wysunął hipotezę, że „Wolność” mogła być częścią struktur Armii Krajowej na Pomorzu.